# Bleptina bisignalis
Bleptina bisignalis là một loài bướm đêm trong họ Noctuidae.